# 佐藤ひなた
佐藤 ひなた（さとう ひなた、2006年11月8日 - ）は、日本の俳優、ファッションモデル。千葉県出身。スターダストプロモーション第三事業部所属。

## 略歴
2018年8月29日、男女混合ダンス＆ボーカルグループDAN⇄JYOのメンバーとしてステージデビュー。2020年2月10日、DAN⇄JYOを卒業。
2020年4月からCuugal専属モデルとして活動。

## 人物
趣味はお菓子作り・お料理・ゲーム・おしゃれ・メイク・ダンス。
特技はダンス・変顔。

## 出演

### テレビドラマ
- あなたのそばで明日が笑う（2021年3月6日、NHK総合） - 風花 役
- 婚姻届に判を捺しただけですが　第3話（2021年11月2日、TBS） - 百瀬美晴（幼少期） 役
- 俺の可愛いはもうすぐ消費期限!? 第9話（2022年6月11日、テレビ朝日） - 真田和泉（中学生） 役
- ワンナイト・モーニング 第6話（2022年8月、WOWOW）
- ボーイフレンド降臨! (2022年10月15日 - 12月17日、テレビ朝日） - 佐藤渉（高校時代） 役[4][5]
- 相棒 season21 第7話 (2022年11月30日、テレビ朝日） - 富永沙織 役[6]
- 100万回 言えばよかった（2023年1月13日 - 3月17日、TBS） - 山﨑莉果 役[7]

### 映画
- ブルーを笑えるその日まで（2023年12月8日、監督：武田かりん） - 谷本ナオ 役[8][9][10][11]

### 舞台
- ドラマデザイン社「ゲートシティーの恋」（2022年3月16日〜3月20日、下北沢「劇」小劇場） - 宇崎候補生 役（ゲートチーム）・ソラ 役（シティーチーム）[12]

### CM
- パナソニック株式会社「毎日が、備える日」（2020年4月 - ） - WebCM
- ミツカン 味ぽん「しあわせ、ぽん！篇」

### 配信ドラマ
- 突然ヒロイン（2020年12月5日 - 、小学館ちゃお公式YouTubeチャンネル） - 佐藤ひなた 役

### 雑誌
- Cuugal（東京ニュース通信社） - 専属モデル（2020年4月号 - ）[13]

### 動画配信
- CuugalCH（2020年3月19日 - 、Cuugal公式YouTubeチャンネル）

### MV
- cinema staff「storyflow」（2022年）

### イベント
- 超十代2020 デジタル（2020年3月24日）
- 超十代2021 PREMIUM（2021年3月30日)

### 広告
- 千趣会ベルメゾン「ジュニア&ティーンズ」2019年秋・冬号
- ベスト学院 - HPモデル

## 作品
- デジタル写真集PROTO STAR 佐藤ひなた vol.1（2022年6月17日発売）